# (8524) Paoloruffini
(8524) Paoloruffini (1992 RJ3) – planetoida z pasa głównego asteroid okrążająca Słońce w ciągu 3,65 lat w średniej odległości 2,37 au. Odkryta 2 września 1992 roku.